# La Liga 1945-1946
Statisticile pentru sezonul La Liga 1945-1946.

La acest sezon au participat următoarele cluburi:
| - CD Alcoyano - Athletic Bilbao - Athletic Aviación de Madrid - FC Barcelona - CD Castellón - Celta Vigo - RCD Espanyol |  | - Hércules CF - Real Madrid C.F. - Real Murcia - Real Oviedo - Sevilla FC - Sporting Gijón - Valencia CF |

## Clasament
| Poziție | Club                        | Meciuri jucate | V  | E  | Î  | GÎ | GP | Puncte | A   | Comentarii                       |
| ------- | --------------------------- | -------------- | -- | -- | -- | -- | -- | ------ | --- | -------------------------------- |
| 1       | Sevilla FC                  | 26             | 14 | 8  | 4  | 53 | 37 | 36     | 16  | Champion of La Liga              |
| 2       | FC Barcelona                | 26             | 14 | 7  | 5  | 48 | 31 | 35     | 17  |                                  |
| 3       | Athletic Bilbao             | 26             | 14 | 5  | 7  | 63 | 38 | 33     | 25  |                                  |
| 4       | Real Madrid C.F.            | 26             | 11 | 9  | 6  | 46 | 30 | 31     | 16  |                                  |
| 5       | Real Oviedo                 | 26             | 10 | 10 | 6  | 44 | 37 | 30     | 7   |                                  |
| 6       | Valencia CF                 | 26             | 9  | 10 | 7  | 44 | 36 | 28     | 8   |                                  |
| 7       | Athletic Aviación de Madrid | 26             | 10 | 6  | 10 | 50 | 48 | 26     | 2   |                                  |
| 8       | CD Castellón                | 26             | 11 | 4  | 11 | 38 | 54 | 26     | -16 |                                  |
| 9       | Sporting Gijón              | 26             | 9  | 7  | 10 | 37 | 39 | 25     | -2  |                                  |
| 10      | Celta Vigo                  | 26             | 9  | 3  | 14 | 57 | 56 | 21     | 1   |                                  |
| 11      | Real Murcia                 | 26             | 5  | 10 | 11 | 21 | 39 | 20     | -18 |                                  |
| 12      | RCD Espanyol                | 26             | 6  | 7  | 13 | 41 | 53 | 19     | -12 |                                  |
| 13      | CD Alcoyano                 | 26             | 7  | 5  | 14 | 39 | 54 | 19     | -15 | Retrogradare în Segunda División |
| 14      | Hércules CF                 | 26             | 5  | 5  | 16 | 30 | 59 | 15     | -29 | Retrogradare în Segunda División |